# Tessa Noël
Tessa Noël è un personaggio fittizio della serie TV Highlander, il personaggio è interpretato dall'attrice Alexandra Vandernoot.
Tessa è un'artista e scultrice mortale, ed è la compagna francese del protagonista Immortale Duncan MacLeod. Tessa appare per la prima volta nell'episodio pilota "Il grande Incontro", trasmesso per la prima volta nel 1992, ed appare in tutti gli episodi fino all'episodio "Le forze del male" nel 1993, il quarto episodio della seconda stagione nel quale viene uccisa. Vandernoot ritorna al programma per alcune apparizioni come ospite alla fine della seconda stagione nell'episodio "Il sosia", trasmesso nel 1994, e nelle due puntate conclusive della serie "Essere" e "Non essere" nel 1998.
Tessa è la compagna mortale di MacLeod e subisce le conseguenze della sua immortalità. Tra queste il suo invecchiamento mentre lui rimane lo stesso, l'impossibilità di avere figli e il pericolo della partecipazione di MacLeod al gioco. Nonostante conosca bene la situazione, Tessa rimane con MacLeod, dimostrando il suo coraggio, la sua comprensione, la sua generosità e la sua compassione.
La prima stagione della serie di Highlander fu una co-produzione multi nazionale che includeva la casa di produzione francese Gaumont, come risultato di ciò si giustifica la presenza dell'attrice francofona nel ruolo di Tessa. Vandernoot si è dovuta adattare alla lavorazione Nord Americana delle serie e dovette lavorare con un insegnante per ridurre il suo accento. La sua performance è stata generalmente lodata dai recensori, che hanno elogiato in particolare il forte rapporto sullo schermo che Vandernoot e Paul hanno creato tra i due personaggi. Quando Vandernoot decise di lasciare la serie, il suo personaggio venne ucciso, portò a forti proteste da parte di pubblico e, successivamente, venne richiesto ai produttori di usare Vandernoot come sosia malvagio di Tessa nella puntata "Il sosia". Nonostante il suo ritorno, la morte di Tessa ha influenzato il resto della serie, rendendola più pessimista e creando un significativo precedente; Tessa è stato il primo personaggio principale della serie a morire.
| Controllo di autorità | Europeana agent/base/57884 |